# Laguna de Cotacotani

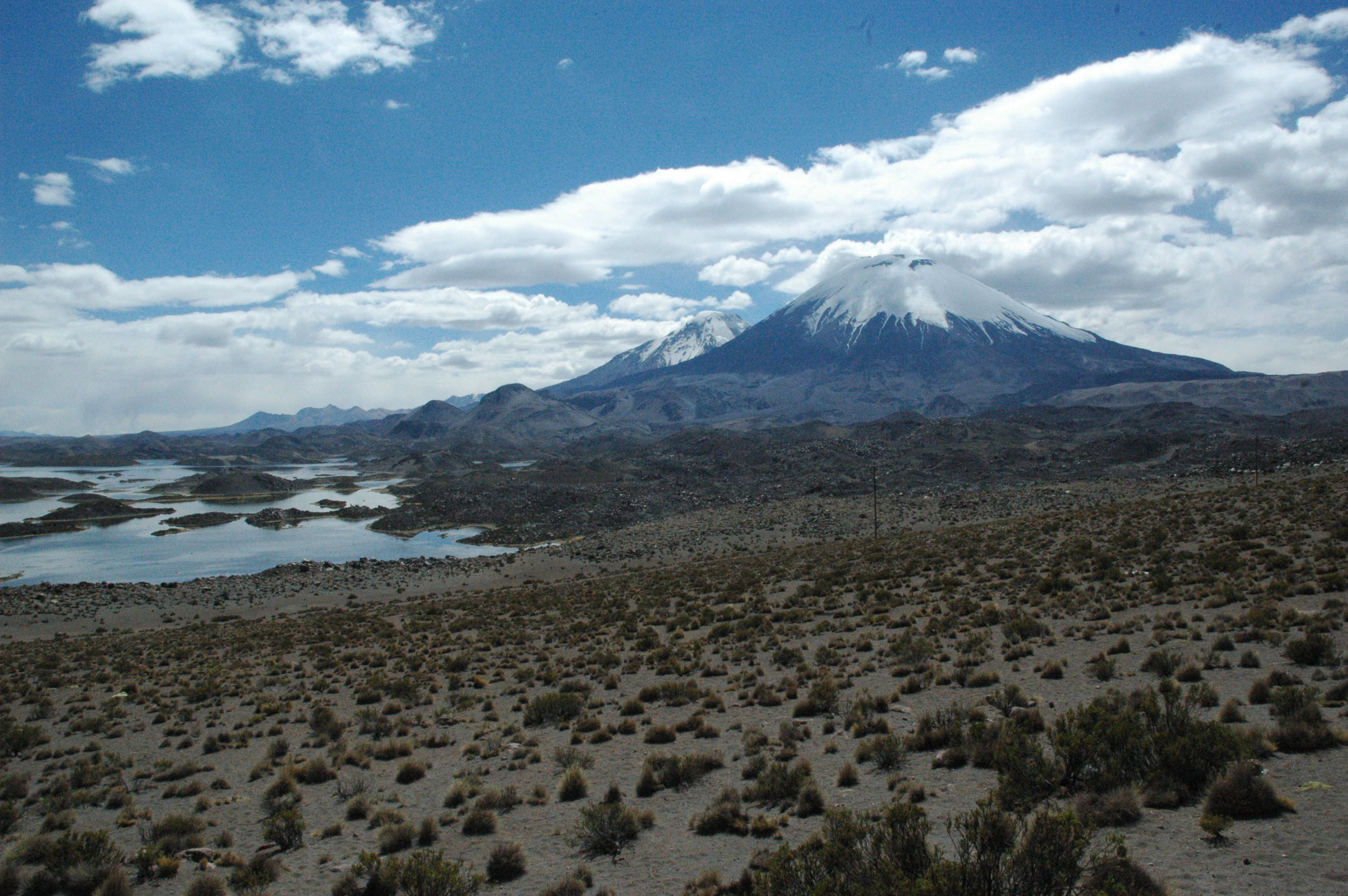
La Laguna de Cotacotani dominée par le volcan Parinacota

La Laguna de Cotacotani est un lac situé dans l'altiplano andin de la province de Parinacota, dans la région d'Arica et Parinacota au Chili. Elle se trouve à quatre kilomètres au nord-est du lac Chungará. 

## Situation
Ce lac se trouve tout près de la route no 11 qui relie Arica et La Paz par le passage frontière international de Tambo Quemado. Il fait partie du Parc national Lauca, et est situé à 54 km à l'est de la ville de Putre et à neuf kilomètres de la frontière bolivienne.

## Description
Situé à une altitude de 4 517 mètres, c'est un des lacs les plus élevés du monde. Sa profondeur moyenne est de l'ordre de 10 mètres.
Il est entouré de plusieurs volcans, comme l'ensemble des Nevados de Payachatas (volcans Parinacota y Pomerape), le Nevado Sajama et le Guallatiri. 
La laguna de Cotacotani est séparée du lac Chungará par des roches volcaniques, mais il reçoit des eaux de ce lac de manière souterraine. Il est cependant alimenté principalement par le río Desaguadero. Sa caractéristique principale est le grand nombre d'îles et d'îlots qui s'y trouvent. Ceux-ci sont des hummocks créés par une avalanche de débris issue d'un effondrement de flanc du volcan Parinacota. Avec une superficie de 6 km2, la laguna de Cotacotani a un volume d'eau emmagasiné de 30 à 40 millions de m³, lesquels s'écoulent dans son émissaire le Río Lauca pour ensuite passer en Bolivie et se jeter dans le lac endorrhéique Coipasa.
Associés au lac, se trouvent une série de marécages (bofedals). La superficie de l'ensemble de cette zone humide est de 21,5 km2.

## Faune
La lagune de Cotacotani possède une faune unique et variée comprenant plus de 130 espèces autochtones, parmi lesquelles les flamants et les canards sont très remarqués.